# Durian Amparan
Durian Amparan is een bestuurslaag in het regentschap Bengkulu Utara van de provincie Bengkulu, Indonesië. Durian Amparan telt 995 inwoners (volkstelling 2010).